# Lucía Pinto
Lucía Pilar Pinto Ramírez (Vicuña, 18 de septiembre de 1975) es una periodista y política chilena, militante de la Unión Demócrata Independiente (UDI). Fue concejala por la comuna de La Serena hasta que el 11 de marzo de 2018 el presidente Sebastián Piñera la nombró intendenta de la región de Coquimbo, cargo que desempeñó hasta 2020.

## Familia y estudios
Nació el 18 de septiembre de 1975 en la comuna de Vicuña. Es hija de Floridor Pinto Cortés y Elena Ramírez Alvares. Realizó sus primeros años de estudio en el Jardín Infantil de la Escuela Rural de La Campana en Vicuña, luego hizo sus estudios primarios en la Escuela D-95 de la misma comuna y sus estudios secundarios los realizó en el Colegio Sagrados Corazones de La Serena.

## Trayectoria política
Militante desde 2010 de Unión Demócrata Independiente, ejerció como jefa de gabinete del Intendente de la región de Coquimbo Sergio Gahona Salazar entre el año 2010 y 2012; dentro del marco del primer gobierno de Sebastián Piñera. Luego a aquello, pasó a ser su jefa de gabinete bajo su periodo legislativo como diputado en el Congreso Nacional (2014-2018).
El las elecciones municipales de 2016 fue candidata a concejala por la comuna de La Serena, siendo electa. Ejerció su hasta el 11 de marzo de 2018, cuando el recién electo presidente Sebastián Piñera, la llamó a asumir el cargo de intendenta de la Región de Coquimbo. El 26 de septiembre de 2020 anunció su renuncia al cargo para poder concentrarse en su defensa ante una investigación por un supuesto fraude al fisco relacionado con una compra de terrenos. El 23 de julio de 2021, el Consejo de Defensa del Estado (CDE) interpuso una querella criminal por este hecho.
En agosto de 2022, la Contraloría General de la República emitió un informe sobre el caso, concluyendo que Pinto había "infringido gravemente el principio de probidad administrativa". Debido a esto, el órgano decidió aplicar la medida disciplinaria de destitución en su contra.

## Historial electoral

### Elecciones municipales de 2016
- Elecciones municipales de 2016, para el Concejo Municipal de La Serena [9]

(Se consideran los candidatos que resultaron elegidos para el Concejo Municipal)
| Candidato                   | Pacto         | Partido   | Votos | %    | Resultado |
| --------------------------- | ------------- | --------- | ----- | ---- | --------- |
| Alejandro Pino Uribe        | Chile Vamos   | RN        | 1582  | 4,04 | Concejal  |
| Lucía Pinto Ramírez         | Chile Vamos   | UDI       | 1599  | 4,09 | Concejala |
| Jocelyn Lizana Muñoz        | Chile Vamos   | Evópoli   | 964   | 2,47 | Concejala |
| Lombardo Toledo Escorza     | Nueva Mayoría | PDC       | 2591  | 6,63 | Concejal  |
| Pablo Yáñez Pizarro         | Nueva Mayoría | PDC       | 2721  | 6,96 | Concejal  |
| Ramón González Munizaga     | Nueva Mayoría | PDC       | 1180  | 3,02 | Concejal  |
| Juan Carlos Thenoux Ciudad  | Nueva Mayoría | PRSD      | 934   | 2,39 | Concejal  |
| Mauricio Ibacache Velásquez | Nueva Mayoría | Ind./PRSD | 2053  | 5,25 | Concejal  |
| Luis Aguilera González      | Nueva Mayoría | PCCh      | 617   | 1,58 | Concejal  |
| Robinson Hernández Rojas    | Nueva Mayoría | PS        | 1491  | 3,81 | Concejal  |